# Andreas Augustin von der Lühe
Andreas Augustin von der Lühe (* 1677; † 2. Januar 1730 in Rendsburg) war ein königlich dänischer Generalmajor und zuletzt Chef des Leibregiments der Königin.

## Leben
Seine Eltern waren Volrath Augustin von der Lühe, Erbherr auf Fahrenhaupt, Allersdorff und Streithorst und dessen Ehefrau Anna Elisabeth von der Lühe.
Er wurde am 31. Mai 1698 Fähnrich in der Leibgarde zu Fuß. Am 6. Mai 1699 wurde er Seconde-Lieutenant und am 13. November 1700 Premier-Lieutenant. Er wurde am 10. März 1703 Hauptmann in Fühnischen Infanterie-Regiment. Am 21. Oktober 1707 wurde er in die Leibgarde zu Fuß versetzt. Während des Nordischen Kriegs in der Schlacht bei Helsingborg wurde er gefangen genommen und später gegen General Jakob Burenskjöld ausgetauscht. Die Lösegeldsumme wurde dabei auf 150 Florentinen festgelegt. In einigen Listen wurde er versehentlich als gefallen geführt.
Am 15. September 1710 wurde er zum Major der Garde ernannt (vergleichbar mit einem Oberstleutnant der Armee), am 10. September 1712 erhielt er den Charakter eines Obersts und kämpfte in der Schlacht bei Gadebusch. Im Jahr 1713 war er Unterhändler bei der Kapitulation des Generals Magnus Stenbock bei der Belagerung von Tönning und war Mitunterzeichner von dessen Kapitulation in Oldenswort. Am 23. März 1716 wurde er wirklicher Oberst und Chef des Infanterie-Regiments Callenberg, aber bereits am 14. April 1716 wurde er Chef des Leibregiments der Königin. Dort wurde er am 11. Oktober 1723 zum Generalmajor befördert und erhielt am 11. Oktober 1729 den Danebrog-Orden.
Er starb unverheiratet am 2. Januar 1730 in Rendsburg.